# Самосуд в Выборге
Самосуд в Выборге — событие революции 1917 года в России, когда восставшими солдатами в Выборге 29 августа (11 сентября) 1917 года были захвачены и убиты офицеры и генералы, заподозренные в сочувствии организаторам Корниловского выступления.

## Обстоятельства дела
После Февральской революции 1917 года, когда полиция была ликвидирована, самосуды в России стали массовым явлением. Большую роль приобрели вооружённые отряды военнослужащих. В частности, в Выборге находился гарнизон Выборгской крепости под командованием генерала Ф. В. Степанова, а с весны 1916 года располагался штаб 42-го армейского корпуса, которым командовал генерал О. А. Орановский. В состав корпуса входили все войска, дислоцированные в Финляндии. После издания революционного приказа № 1 большое влияние приобрели выборгский Совет солдатских и рабочих депутатов и Армейский комитет 42-го армейского корпуса.

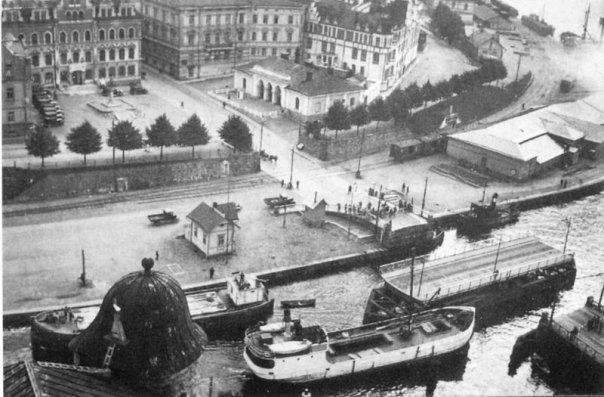
Вид на гауптвахту и разведённый мост в начале XX века

29 августа (11 сентября по новому стилю) 1917 года во время Корниловского выступления постановлением выборгского Совета солдатских и рабочих депутатов были арестованы и заключены в помещении главной гауптвахты по подозрению в сочувствии выступлению командиры: генерал О. А. Орановский, обер-квартирмейстер генерал-майор В. Н. Васильев, комендант Выборгской крепости генерал-майор Ф. В. Степанов и адъютант цензурного отделения подполковник К.-Э. К. Кюрениус. В тот же день на заседании исполкома выборгского Совета солдатских и рабочих депутатов и армейского комитета 42-го армейского корпуса было решено отправить их в Гельсингфорс. Но у здания гауптвахты на площади Старой Ратуши собралась толпа взбунтовавшихся солдат. Ворвавшись в здание, солдаты схватили арестованных, вытащили их на Абоский мост и после жестокого избиения (в ход шли даже поленья) сбросили с моста в залив. Тех, кто не утонул сразу, добили прикладами и выстрелами из винтовок.
Но на этом убийства в Выборге не закончились: отдельные группы солдат расправились с другими офицерами, в числе которых командиры 1-го и 3-го полков Выборгской крепости полковники И. К. Дунин-Слепец и Н. М. Карпович, начальник инженеров крепости полковник И. И. Максимович, начальник хозяйственной части 3-го Выборгского крепостного пехотного полка подполковник Глиндзич, командир минной роты подполковник И. И. Бородин, адъютанты командиров полков подпоручик Н. А. Хапцов и подпоручик Н. И. Куксенко, рядовой команды разведчиков Анисим Курчаков. Убийства продолжались весь вечер и ночь. Жертвы расправы были похоронены в разных местах; тела некоторых убитых так и не были найдены. Установлено, что погибло 11 генералов и офицеров и 1 рядовой (в выборгской газете «Карьяла» приводились данные о 22 убитых и около 60 пропавших без вести), но точные цифры о количестве убитых остались неизвестными в связи с дальнейшими революционными событиями и демобилизацией военнослужащих после провозглашения независимости Финляндии.